# Бульвар Заки Валиди (Ишимбай)
Бульвар Заки Валиди — бульвар в городе Ишимбае. Назван в честь Ахмед-Заки Валиди, родившегося в Ишимбайском районе. До 1993 года — бульвар Молодёжи, разделяет 9-й и Южный микрорайоны

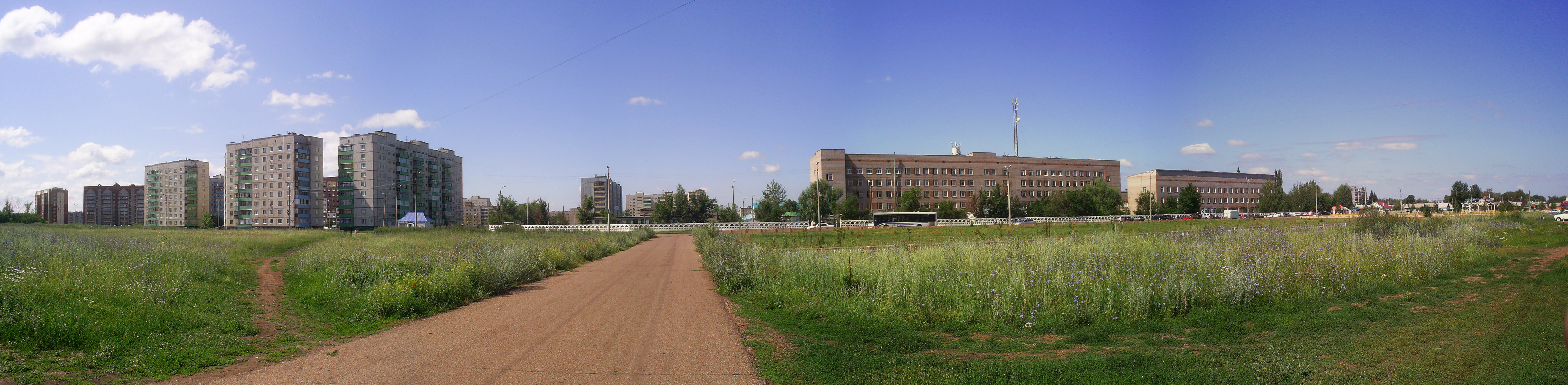
Вид на микрорайон № 9

Бульвар Заки Валиди — важная транспортная артерия, связывающая окраинную часть Ишимбая с центром, с Кинзебулатовским шоссе (через Молодёжную улицу) и дорогой в микрорайоны Алебастровый и Смакаево (через улицу Докучаева). Фактически переходит в Уральскую улицу.
Движение автобусов маршрутов № 8, 11 (остановка «Поликлиника № 2»).
Почтовый индекс 453211.
Входит в юрисдикцию мирового суда по судебному участку № 2 по г. Ишимбаю и Ишимбайскому району